# A Republikanska futbolna grupa 1960-1961
La A Republikanska futbolna grupa 1960-1961 fu la 37ª edizione della massima serie del campionato di calcio bulgaro concluso con la vittoria del CSKA Septemvriysko zname Sofia, al suo undicesimo titolo e ottavo consecutivo.
Capocannoniere del torneo fu Ivan Sotirov del Trakia Plovdiv con 20 reti.

## Formula
Le squadre partecipanti passarono da 12 a 14 e disputarono un turno di andata e ritorno per un totale di ventisei partite.
Le ultime due classificate furono retrocesse in B RFG.
Le squadre ammesse alle coppe europee furono due: i campioni nazionali alla Coppa dei Campioni 1961-1962 e la vincitrice della Coppa di Bulgaria alla Coppa delle Coppe 1961-1962.

## Classifica finale
|    | Classifica                              | G  | V  | N  | P  | GF | GS | Dif | Pt |
| -- | --------------------------------------- | -- | -- | -- | -- | -- | -- | --- | -- |
| 1  | CSKA Septemvriysko zname Sofia (C) (CB) | 26 | 18 | 4  | 4  | 56 | 17 | +39 | 40 |
| 2  | Levski-Spartak Sofia                    | 26 | 10 | 10 | 6  | 45 | 33 | +12 | 30 |
| 3  | Trakia Plovdiv                          | 26 | 10 | 9  | 7  | 50 | 41 | +9  | 29 |
| 4  | Krakra Pernishki Pernik                 | 26 | 9  | 10 | 7  | 36 | 39 | -3  | 28 |
| 5  | PFC Marek Dupnica (N)                   | 26 | 9  | 9  | 8  | 33 | 45 | -12 | 27 |
| 6  | PFC Lokomotiv Sofia                     | 26 | 9  | 8  | 9  | 33 | 29 | +4  | 26 |
| 7  | PFC Spartak Varna                       | 26 | 11 | 4  | 11 | 29 | 37 | -8  | 26 |
| 8  | Dunav Ruse                              | 26 | 10 | 5  | 11 | 38 | 46 | -8  | 25 |
| 9  | Spartak Plovdiv                         | 26 | 7  | 10 | 9  | 39 | 37 | +2  | 24 |
| 10 | PFC Beroe Stara Zagora (N)              | 26 | 7  | 10 | 9  | 30 | 38 | -8  | 24 |
| 11 | PFC Slavia Sofia                        | 26 | 8  | 7  | 11 | 33 | 37 | -4  | 23 |
| 12 | PFC Cherno More Varna (N)               | 26 | 8  | 7  | 11 | 33 | 37 | -4  | 23 |
| 13 | Spartak Sofia                           | 26 | 8  | 6  | 12 | 39 | 35 | +4  | 22 |
| 14 | Septemvri Sofia                         | 26 | 5  | 7  | 14 | 33 | 56 | -23 | 17 |

- (C) Campione nella stagione precedente
- (N) squadra neopromossa
- (CB) vince la Coppa nazionale

### Verdetti
- CSKA Septemvriysko zname Sofia Campione di Bulgaria 1960-61.
- Spartak Sofia e Septemvri Sofia retrocesse in B PFG.

### Qualificazioni alle Coppe europee
- Coppa dei Campioni 1961-1962: CSKA Septemvriysko zname Sofia qualificato.
- Coppa delle Coppe 1961-1962: PFC Spartak Varna qualificato.